# المعهد الوطني للحساسية والأمراض المعدية
المعهد الوطني للحساسية والأمراض المعدية (بالإنجليزية: National Institute of Allergy and Infectious Diseases)‏، يُشار إليه اختصارًا: «نيايد» (بالإنجليزية: NIAID)‏، ويُلفظ أحيانًا "NYE-ad"؛ هو واحد من 27 معهدًا ومركزًا تشكل معاهد الصحة الوطنية الأمريكية، ويعد وكالة تابعة لوزارة الصحة والخدمات الإنسانية الأمريكية. تتمثل مهمة «نيايد» في إجراء البحوث الأساسية والتطبيقية لفهم الأمراض المعدية والمناعية والحساسية ومعالجتها والوقاية منها بشكل أفضل.
لدى «نيايد» مختبرات داخلية في ماريلاند وهاملتون، مونتانا، كما أنه يمول الأبحاث التي يجريها العلماء في المؤسسات في الولايات المتحدة وفي جميع أنحاء العالم. يعمل «نيايد» أيضًا عن كثب مع شركاء في الأوساط الأكاديمية والصناعة والحكومة والمنظمات غير الحكومية في جهود متعددة الأوجه ومتعددة التخصصات لمواجهة التحديات الصحية الناشئة مثل جائحة فيروس H1N1/09 وجائحة فيروس كورونا.

## وصلات خارجية
- الموقع الرسمي